# 牙薩克

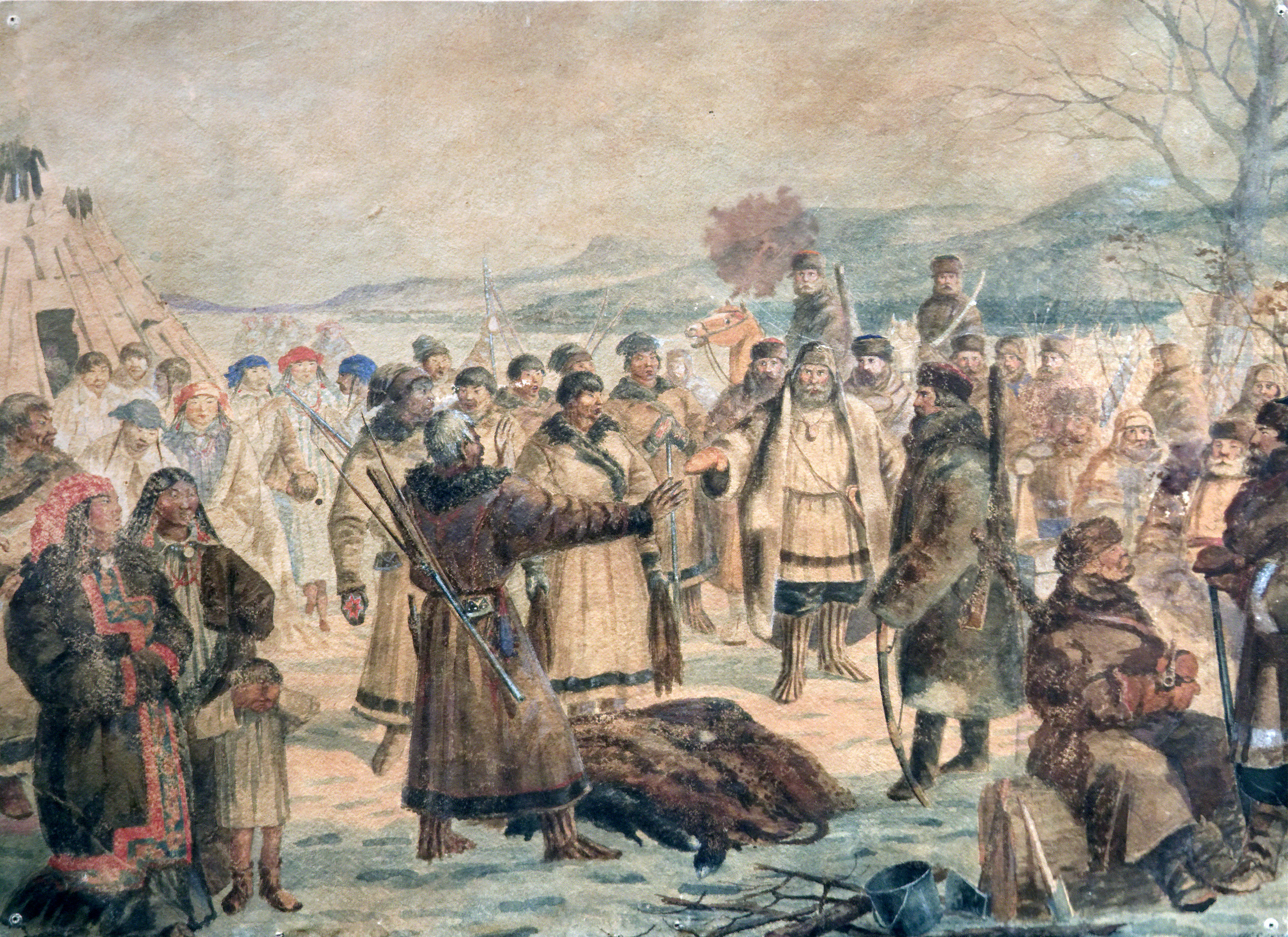
牙薩克

牙薩克（羅馬化：jasak），是来自蒙古语、突厥语的俄文詞語，即贡品。最初指罗斯公国向金帐汗国缴纳的贡品，后来指西伯利亚原住民向俄国人繳纳的毛皮税。
尽管该词来源于蒙古语，但“扎萨克”一词本身在蒙古语及突厥语衍生词中却并无此义。蒙古语中将贡赋、差税、公差称为“阿剌巴”（ᠠᠯᠪᠠ，服役耆稱阿勒巴圖)，至今相关词汇（羅馬化：albatî）仍在西伯利亚突厥人语言中存在。将“牙薩克”与征税联系起来是俄罗斯人的创造。

## 起源
牙薩克最初是金帐汗国土著向金帐汗缴納的贡品，这种税其实是蒙古一种税款后来被俄国接受，莫斯科公国打败喀山汗国与阿斯特拉罕汗国向鞑靼人收这种税。

## 性质
这种税在征服西伯利亚后变成正式化，把土著变成俄国臣民然后向他们收税，交不出要受重罰，在十九世纪后改革了制度。但对雅庫特人、鄂温克族与楚科奇人仍象征性征收至十月革命。这种税在康熙帝收复尼布楚前也向中国达斡尔族征收。在美国购买阿拉斯加之前亦向阿留申人征收海獭皮。

## 收集
十七世纪开始，十八至五十歲的男子也要交这种税，对雅库特人收畜牲，对包括巴什基尔人的西伯利亚征收毛皮。这些毛皮包括貂皮、狐皮与海狸皮用于与西欧毛皮交易。最初是在托博尔斯克缴纳，后来西伯利亚東西也有收集点。